# Bamiyan
Bamiyan (Bāmīān; även Bamian, Bamyan) (persiska: بامیان IPA: [bɒmˈjɒn]), är en stad i mellersta Afghanistan på 2 590 meters höjd över havet. Den är den administrativa huvudorten för provinsen Bamyian och beräknades 2015 ha mellan 33 000 och 40 000 invånare. Bamiyan är den största staden i den centrala afghanska regionen Hazarajat, och ligger cirka 130 kilometer nordväst av Kabul, landets huvudstad. Bamiyans namn översätts som "det skinande ljusets plats". Det har 4 distrikt och en total yta på 3 539 hektar. Vid staden fanns flera gigantiska buddhastatyer från 400-talet, där de mest kända hette ”Shahmamma” och ”Salsal”. Dessa förstördes dock av talibanerna i mars 2001.

## Historia
Bamiyandalen markerade den västligaste punkten av den buddhistiska expansionen och var en viktig knutpunkt för handeln för mycket av det andra årtusendet e.Kr. Det var en plats där öst mötte väst och dess arkeologi avslöjar en blandning av grekiskt, turkiskt, persiskt, kinesiskt och indiskt inflytande.
Bamiyan var en del av den buddhistiska Kushan under de första århundradena e.Kr. Efter att Kushan föll för Sasaniderna blev Bamiyan en del av Kushan, vasaller till Sasaniderna. Heftaliterna erövrade Bamiyan under 400-talet. Efter att deras khanat förstördes av Sasaniderna och turkarna år 565 blev Bamiyan huvudstad i den lilla Kushano-heftalistiska riket fram till 870, då det erövrades av Saffariderna. Området erövrades av Ghaznaviderna på 1100-talet. 1221 utplånades Bamiyan och dess befolkning av Djingis Khan. Den första europén att se Bamiyan var den engelsk forskningsresanden William Moorcroft år 1824.
I decennier har Bamiyan varit centrum för strider mellan talibanstyrkor och den anti-talibanska alliansen - främst det politiska partiet  Hizb-i-Wahdat - i sammandrabbningar med de lokala krigsherrarna och deras milis. Bamiyan är också känd som huvudstad i Daizangi, ett centralt beläget område i regionen Hazarajat.

### Buddhor
På bergssidor i centrala Bamiyan fanns tre kolossala statyer av Buddha inhuggna i berget drygt 1000 meter isär. Den högsta av dem - räknat från huvudet till fötterna - var 53 meter hög med namnet Salsal. Den antika statyn höggs ut under Kushanperioden under 400-talet. Statyerna förstördes av talibanerna i mars 2001 på grund av de av talibanerna sågs som en skymf mot islam.